# Myeongjong
Myeongjong (né le 3 juillet 1534 et mort le 3 août 1567) est le treizième roi de la Corée en période Joseon.
Il a régné du 8 août 1545 jusqu'à sa mort.